# Перемога невдахи (фільм, 1917)
Перемога невдахи (англ. A Winning Loser) — американська короткометражна кінокомедія режисера Ферріса Гартмана 1917 року.

## У ролях
- Аль Ст. Джон
- Роуз Померой
- Вера Рейнольдс
- Аль МакКіннон
- Мей Веллс